# DDR-Rundfahrt 1957
Die DDR-Rundfahrt 1957 wurde vom 11. bis 20. Juli ausgetragen. Das Etappenrennen fand zum neunten Mal auf dem Gebiet der DDR statt und wurde von dem Belgier Eddy Pauwels gewonnen. Es war der vorletzte Erfolg eines ausländischen und der zweite und letzte Sieg eines belgischen Fahrers in der DDR-Rundfahrt. In der Mannschaftswertung gewann das Team des SC DHfK Leipzig. Bester DDR-Fahrer war Gerhard Löffler auf dem zweiten Platz.

## Teilnehmer
An den Start gingen 70 Radrennfahrer, die in 14 Mannschaften zusammengefasst waren. Dazu gehörten vier DDR-Sportclubs, mehrere regionale Auswahlmannschaften aus der DDR und der Bundesrepublik sowie der belgische Klub WAC aus Hoboken, der als belgische Nationalmannschaft firmierte. Im Einzelnen bestand das Feld aus folgenden Mannschaften:
- SC Dynamo Berlin
- SC Einheit Berlin
- SC DHfK Leipzig
- SC Wismut Karl-Marx-Stadt
- Sportvereinigung Lokomotive
- Bezirksauswahl Cottbus
- Bezirksauswahl Halle
- Bezirksauswahl Karl-Marx-Stadt
- Bezirksauswahl Leipzig
- Rennkollektiv Berlin
- Rennkollektiv Mecklenburg
- Auswahl Bayern
- Auswahl Nordrhein-Westfalen
- WAC Hoboken

## Strecke
Der 1513 Kilometer lange Kurs begann und endete in Ost-Berlin, wobei 12 der 14 DDR-Bezirke durchfahren wurden.
Die Strecke war in neun Etappen unterteilt, der siebte Tagesabschnitt von Riesa nach Dresden war unterteilt in ein 40-km-Zeitfahrrennen und einem Rundstreckenrennen in Dresden. Die erste Etappe von Ost-Berlin nach Rostock war mit 239 Kilometern das längste Teilstück der Rundfahrt. Zwischen Magdeburg und Gera gab es zwei Bergetappen, die über den Harz und durch den Thüringer Wald führten.

## Rennverlauf
Wie schon 1956 gewann auch 1957 mit Eddy Pauwels ein Fahrer des Amsterdamer Vorstadtklubs WAC Hoboken die Einzelwertung der DDR-Rundfahrt. Den Grundstein für den Gesamtsieg legte Pauwels auf der dritten Etappe, als er sich als Zweiter nach einer 15 Kilometer langen Alleinfahrt mit dem Berliner Kappel im Gesamtklassement auf den zweiten Rang vorschob. Das Gelbe Trikot des Gesamtführenden übernahm der Belgier auf der folgenden Etappe, nachdem der bisherige Spitzenreiter Kirchhoff während des Rennens den Anschluss und damit viel Zeit gegenüber Pauwels verloren hatte. Auf dem fünften Tagesabschnitt konnte Pauwels seine Bergqualitäten ausspielen und seinen Vorsprung in der Gesamtwertung auf über drei Minuten ausbauen. Danach war ihm der Gesamtsieg bereits sicher, denn die Konkurrenz hatte nicht die taktische Klasse, dem Belgier das Gelbe Trikot noch abzujagen. Während der vorletzten Etappe gewann Pauwels noch einmal eine Bergwertung und konnte damit seinen Vorsprung in der Gesamtwertung auf eine weitere Minute ausbauen. Diese konnte ihm der Berliner Gerhard Löffler mit seinem Tagessieg in Ost-Berlin zwar wieder abnehmen, trotzdem blieb Pauwels, obwohl er keinen einzigen Etappensieg errang, der souveräne Rundfahrtgewinner. Ebenso überlegen gewann Pauwels die Bergwertung mit 17 Punkten vor dem Karl-Marx-Städter Manfred Weißleder (8 Punkte).
Sieger der Mannschaftswertung wurde das Team des SC DHfK Leipzig mit einem deutlichen Vorsprung von über fünf Minuten vor dem SC Einheit Berlin. Die Leipziger hatten bereits nach der ersten Etappe die Führung in der Mannschaftswertung übernommen und sie nur für einen Tagesabschnitt an den SC Einheit verloren. Danach konnte der SC DHfK seinen Vorsprung zeitweise auf sieben Minuten auf den WAC Hoboken, der mehrere Etappen lang den zweiten Platz behaupten konnte, ausbauen. Erst nach der siebten Etappe fielen die Belgier auf den dritten Platz zurück, den sie bis zum Ziel in Ost-Berlin verteidigen konnten.
| Etappe | Start – Ziel             | Länge (km) | Sieger            | Mannschaft                | Zeit (h) |
| ------ | ------------------------ | ---------- | ----------------- | ------------------------- | -------- |
| 1      | Ost-Berlin – Rostock     | 239        | Wolfgang Grabo    | SC DHfK Leipzig           | 6:30:24  |
| 2      | Rostock – Schwerin       | 136        | Rudi Kirchhoff    | SC Dynamo Berlin          | 3:31:48  |
| 3      | Schwerin – Magdeburg     | 220        | Horst Kappel      | SC Einheit Berlin         | 5:44:00  |
| 4      | Magdeburg – Gotha        | 187        | Bernhard Eckstein | Bezirk Karl-Marx-Stadt    | 5:24:10  |
| 5      | Gotha – Gera             | 171        | Peter Härtel      | SC Wismut Karl-Marx-Stadt | 4:17:30  |
| 6      | Gera – Riesa             | 145        | Günter Oldenburg  | SC Einheit Berlin         | 3:36:54  |
| 7      | Riesa – Dresden          | 102        | Lothar Höhne      | Bezirk Halle              | 2:43:57  |
| 8      | Dresden – Senftenberg    | 145        | Manfred Weißleder | SC Wismut Karl-Marx-Stadt | 3:36:51  |
| 9      | Senftenberg – Ost-Berlin | 168        | Gerhard Löffler   | SC Dynamo Berlin          | 4:35:54  |

## Endergebnisse
|     | Fahrer            | Mannschaft                | Zeit (h) |
| 01. | Eddy Pauwels      | WAC Hoboken               | 40:13:57 |
| 02. | Gerhard Löffler   | SC Dynamo Berlin          | 40:16:52 |
| 03. | Günter Oldenburg  | SC Einheit Berlin         | 40:20:16 |
| 04. | Rolf Töpfer       | SC DHfK Leipzig           | 40:20:25 |
| 05. | Bernhard Eckstein | Bezirk Karl-Marx-Stadt    | 40:21:50 |
| 06. | Wolfgang Grabo    | SC DHfK Leipzig           | 40:21:57 |
| 07. | Manfred Weißleder | SC Wismut Karl-Marx-Stadt | 40:22:09 |
| 08. | Erwin Wittig      | SC Einheit Berlin         | 40:22:32 |
| 09. | Karel De Laet     | WAC Hoboken               | 40:26:53 |
| 10. | Heinz Zimmermann  | SC DHfK Leipzig           | 40:27:32 |
| 11. | Horst Hanske      | Auswahl Bayern            | 40:28:10 |
| 12. | Jürgen Burek      | Bezirk Leipzig            | 40:32:16 |
| 13. | Peter Härtel      | SC Wismut Karl-Marx-Stadt | 40:33:06 |
| 0 … |                   |                           |          |

|     | Mannschaft                     | Zeit        |
| 01. | SC DHfK Leipzig                | 121:13:24 h |
| 02. | SC Einheit Berlin              | + 05:30 min |
| 03. | WAC Hoboken                    | + 06:52 min |
| 04. | Sportvereinigung Lokomotive    | + 47:14 min |
| 05. | SC Dynamo Berlin               | + 54:03 min |
| 06. | Auswahl Bayern                 | + 59:13 min |
| 07. | Rennkollektiv Berlin           | + 1:06:42 h |
| 08. | SC Wismut Karl-Marx-Stadt      | + 1:11:37 h |
| 09. | Bezirksauswahl Cottbus         | + 2:02:02 h |
| 10. | Bezirksauswahl Leipzig         | + 2:30:34 h |
| 11. | Rennkollektiv Mecklenburg      | + 2:45:51 h |
| 12. | Bezirksauswahl Karl-Marx-Stadt | + 4:11:14 h |